# カス郡 (テキサス州)
カス郡（カスぐん、英: Cass County）は、アメリカ合衆国テキサス州の北東部に位置する郡である。2010年国勢調査での人口は30,464人であり、2000年の30,438人から0.1％増加した。郡庁所在地はリンデン市（人口1,988人）であり、同郡で人口最大の都市はアトランタ市（人口5,675人）である。カス郡は1846年に設立され、郡名はミシガン州選出アメリカ合衆国上院議員を務め、テキサス併合に賛成したルイス・カスに因んで名付けられた。

## 歴史
カス郡は1846年にボウイ郡の一部が分割されて設立された。1861年から1871年にはアメリカ連合国大統領のジェファーソン・デイヴィスに因んで「デイビス郡」と呼ばれていた。

## 地理
アメリカ合衆国国勢調査局に拠れば、郡域全面積は960平方マイル (2,486.4 km2)であり、このうち陸地937平方マイル (2,426.8 km2)、水域は23平方マイル (59.6 km2)で水域率は2.39％である。

### 主要高規格道路
- アメリカ国道59号線
- テキサス州道8号線
- テキサス州道11号線
- テキサス州道77号線
- テキサス州道155号線

### 隣接する郡
- ボウイ郡 - 北
- ミラー郡 (アーカンソー州) - 北東
- カドー郡 (ルイジアナ州) - 南東
- マリオン郡 - 南
- モリス郡 - 西

## 人口動態
以下は2000年の国勢調査による人口統計データである。
| 基礎データ - 人口: 30,464人 - 世帯数: 12,190 世帯 - 家族数: 8,654 家族 - 人口密度: 13人/km2（32人/mi2） - 住居数: 13,890軒 - 住居密度: 6軒/km2（15軒/mi2） 人種別人口構成 - 白人: 78.20% - アフリカン・アメリカン: 19.47% - ネイティブ・アメリカン: 0.47% - アジア人: 0.14% - 太平洋諸島系: 0.02% - その他の人種: 0.65% - 混血: 1.05% - ヒスパニック・ラテン系: 1.73% 年齢別人口構成 - 18歳未満: 24.9% - 18-24歳: 7.6% - 25-44歳: 24.5% - 45-64歳: 25.4% - 65歳以上: 17.6% - 年齢の中央値: 40歳 - 性比（女性100人あたり男性の人口） - 総人口: 92.2 - 18歳以上: 87.5 | 世帯と家族（対世帯数） - 18歳未満の子供がいる: 30.2% - 結婚・同居している夫婦: 54.9% - 未婚・離婚・死別女性が世帯主: 12.2% - 非家族世帯: 29.0% - 単身世帯: 26.4% - 65歳以上の老人1人暮らし: 13.5% - 平均構成人数 - 世帯: 2.46人 - 家族: 2.95人 収入と家計 - 収入の中央値 - 世帯: 28,441米ドル - 家族: 35,623米ドル - 性別 - 男性: 30,906米ドル - 女性: 19,726米ドル - 人口1人あたり収入: 15,777米ドル - 貧困線以下 - 対人口: 17.7% - 対家族数: 14.7% - 18歳未満: 22.2% - 65歳以上: 17.9% |

## 都市と町
| - アトランタ - アビンジャー - ビビンス、未編入の町 - ブルームバーグ - ドミノ | - ダグラスビル - ヒューズスプリングス - キルデア、未編入の町 - リンデン - 郡庁所在地 - マリエッタ | - マクロード、未編入の町 - クイーンシティ |

## 教育
郡の教育は下記の教育学区が管轄している。
| - アトランタ独立教育学区 - アビンジャー独立教育学区、小部分がマリオン郡内 - ブルームバーグ独立教育学区 - ヒューズスプリングス独立教育学区、小部分がモリス郡内 - リンデン・キルデア独立教育学区 - マクロード独立教育学区 - マリエッタ独立教育学区 - クイーンシティ独立教育学区 - ペウィット独立教育学区 、大半がモリス郡内、小部分がタイタス郡内 |

### レクリエーション施設
- アトランタ州立公園

## 交通
計画中のトランス・テキサス回廊のTTC-69コンポーネントがカス郡を通る予定である。